# Dubočane
Dubočane (cyr. Дубочане) – wieś w Serbii, w okręgu zajeczarskim, w mieście Zaječar. W 2011 roku liczyła 365 mieszkańców.